# Robert Harborough Sherard
Robert Harborough Sherard (Putney, 3 dicembre 1861 – 30 gennaio 1943) è stato uno scrittore e giornalista inglese, noto soprattutto per essere stato amico e primo biografo, anche per quantità di materiale redatto, di Oscar Wilde.
Come l'amante di Wilde, Alfred Douglas, in età matura Sherard aderì a teorie antisemite.

## Biografia
Robert Harborough Sherard nacque dal reverendo Bennet Sherard Calcraft Kennedy e da Jane Stanley Wordsworth, nipote di William Wordsworth. Quando in seguito si trasferì a Parigi (nel 1882) decise di abbandonare il cognome Kennedy. Si sposò con Marthe Lipska nel 1887, con Irene Osgood nel 1908, e con Alice Muriel Fiddian nel 1928. Nel 1900 fu testimone della morte di Ernest Dowson.

### L'incontro con Oscar Wilde
Wilde di ritorno dal suo giro statunitense desiderava viaggiare ancora e trovò nella Francia, e precisamente a Parigi, un luogo dove vivere per qualche tempo. Sherard lo aiutò a sistemarsi. A lui dobbiamo molte informazioni sullo scrittore, nei suoi libri racconta molti aneddoti: ad esempio una volta Wilde gli disse che per tutta una mattina era riuscito soltanto a levare una virgola da una sua poesia e che nel pomeriggio l'aveva rimessa. Ci è noto il suo pensiero sul tradimento e sull'importanza del "non amare". Robert e Oscar in quel periodo si incontravano quasi ogni giorno salutandosi con baci sulle labbra, notizia che alimentò i pettegolezzi su di loro.

## Opere
- The Story of an Un happy Friendship, 1902
- Life of Oscar Wilde, 1906
- The Real Oscar Wilde, 1917